# Burn notice (документ)

Burn notice (на енглеском дословно 'обавештење о спаљивању') је израз којим се у обавештајном жаргону назива документ, односно службено обавештење коју једна тајна, обавештајна или сигурносна агенција шаље другим агенцијама и у њој наводи да је одређени појединац, група или организација која се дотле сматрала корисним ресурсом (доушник, тајни агент, извор информација, посредник и слично) компромитираним. Под 'спаљивањем' се подразумева прекид свих веза и свих облика сарадње са тим извором, односно уништавање података, предмета и слично које би због своје везе с њим могле компромитирати саму обавештајну агенцију или њене дугорочне активности.

## Примери
- Ахмед Чалаби[3]
- Curveball — “CIA је од тада издала званично 'обавештење о спаљивању' којим је формално повукло више од 100 обавештајних извештаја на основу његових информација.”[4][5]
- Манучер Горбанифар — 1984. године и 1986. године: “CIA је сматрала Горбанифара опасним преварантом и издала је 'обавештење о спаљивању' у коме је препоручила да ниједна америчка агенција има посла са њим.”[6][7][8]
- Али Абдул Сауд Мохамед, кога је CIA регрутовала и одмах се открио као двоструки агент. “CIA је издала обавештење о спаљивању у САД и обавестила савезничке обавештајне службе да Мохамеду није требало веровати.”[9]

## У популарној култури
- У епизоди 1. сезоне Арчер под називом “Понуда посла”, Малори Арчер објављује 'обавештење о спаљивању' свом сину Стерлингу Арчеру након што је он прихватио посао у конкурентској обавештајној агенцији ODIN.